# Купівля Луїзіани

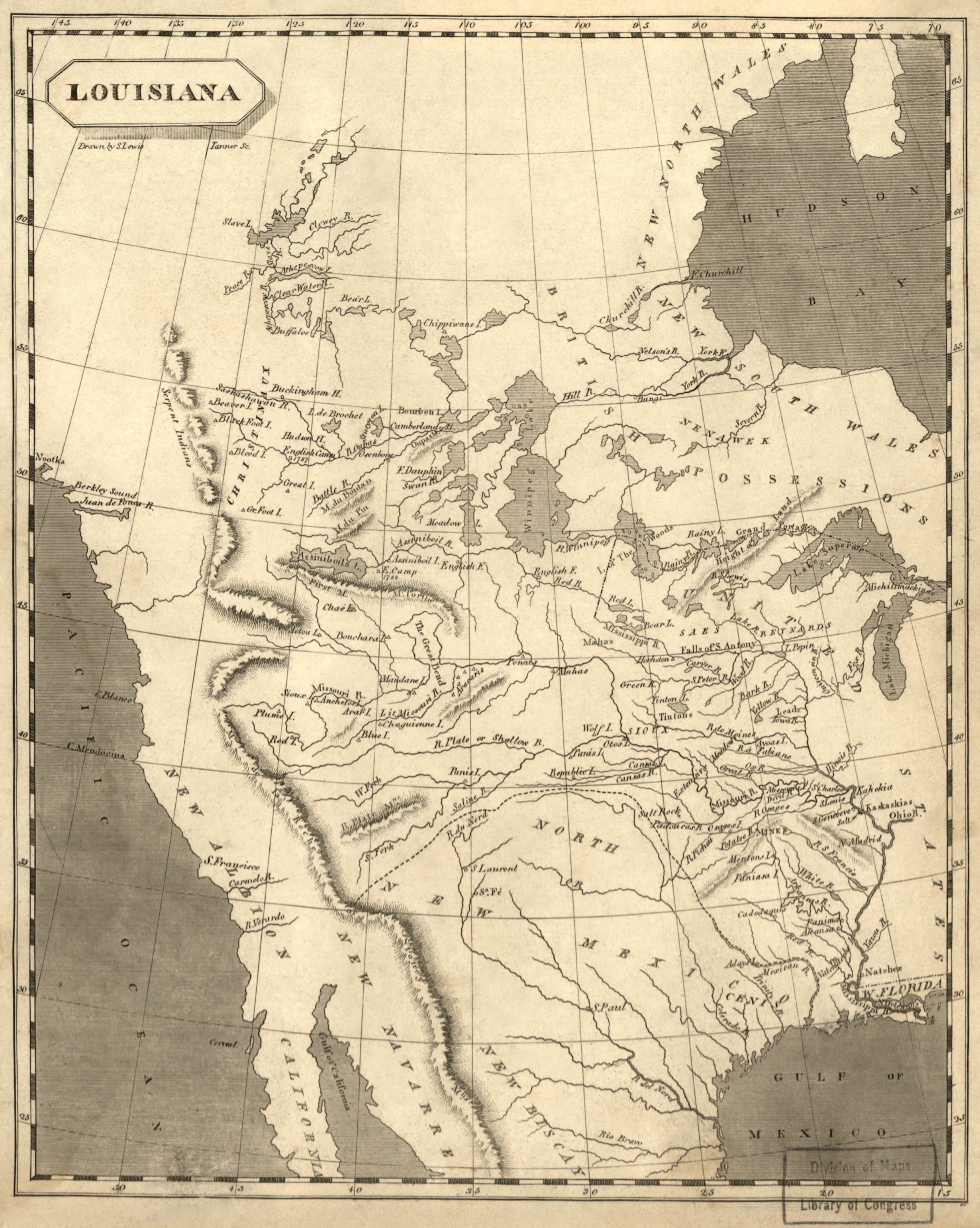
Карта Луїзіани 1804 року

Купівля Луїзіани (англ. Louisiana Purchase, фр. Vente de la Louisiane) — операція з придбання США французьких володінь у Північній Америці в 1803 році. Розмір придбаної території, за приблизними оцінками, дорівнював 530 мільйонам акрів (828 000 миль² або 2 100 000 км²). Ціна операції склала 15 мільйонів доларів США або 80 мільйонів французьких франків (остаточна сума операції для США, включаючи відсотки за кредит, склала 23 213 568 американських доларів). Виходячи з цього, ціна одного акра склала 3 центи (7 центів за гектар).
На територіях, що відійшли до США за договором 1803 року, на початок ХХІ сторіччя розташовуються сучасні штати Арканзас, Міссурі, Айова, Оклахома, Канзас, Небраска, південна частина штату Міннесота, велика частина штату Північна Дакота, практично весь штат Південна Дакота, північно-східна частина штату Нью-Мексико, частина штатів Монтана, Вайомінг, східна частина Колорадо, Луїзіана (обабіч річки Міссісіпі), включаючи місто Новий Орлеан.
Під час переговорів і безпосередньо під час проведення операції Іспанія заявляла свої претензії на частину території штату Оклахома і південно-західну частину штатів Канзас і Луїзіана. Згідно з угодою, до США відходили території, які з часом стали частиною канадських провінцій Альберта і Саскачеван. Придбана за результатами операції земля склала приблизно 23 % території сучасних Сполучених Штатів Америки.
Купівля Луїзіани стала однією з важливих віх у політичному житті третього президента США Томаса Джефферсона. Хоча Джефферсон був заклопотаний законністю проведення операції (Конституція США не містила статей щодо придбання територій в іноземних держав) він, проте, зважився на операцію у зв'язку з тим, що Франція й Іспанія перешкоджали американцям у їхній торгівлі через порт Нового Орлеана.

## Передумови
З 1762 року Луїзіана була іспанською колонією. Завдяки своєму вдалому географічному положенню Новий Орлеан повністю контролював річку Міссісіпі — одну з головних водних артерій Північної Америки, і був важливим перевалочним пунктом, для якого згідно з Договором Пінкні, підписаним з Іспанією 27 жовтня 1795 року, американські громадяни отримували право експортної торгівлі через порт Нового Орлеана. Американці отримали також право використовувати порт для перевалки борошна, тютюну, свинини, сала, пір'я птиці, сидру, масла та сиру між східними і західними штатами. Договір також визнавав право американської сторони, зважаючи на зростання ділової активності, на навігацію по всій річці Міссісіпі.
Але вже в 1798 році Іспанія в односторонньому порядку скасувала дію Договору, чим сильно спантеличила керівництво Сполучених Штатів. У 1801 році іспанський губернатор Іспанської Луїзіани Дон Хуан Мануель де Сальседо змінив на посаді Маркес де Каса-Кальво, і право на перевалку вантажів для американців було повністю відновлено.
У 1800 році, згідно з 3-м договором у Сан-Ільдефонсо, Іспанія передавала контроль над Луїзіаною Франції. Проте договір, підписаний в Сан-Ільдефонсо, був секретним і вважалося, що Луїзіана знаходиться під іспанською юрисдикцією до повної передачі її під контроль французької держави. Остаточно передача контролю над Луїзіаною від Іспанії до Франції відбулася 30 листопада 1803 року, всього за три тижні до продажу Сполученим Штатам.
Уряд США через події навколо Луїзіани побоювався, що може втратити право торгівлі через Новий Орлеан. Президент Томас Джефферсон вирішує, що найкращим виходом з такої ситуації буде викуп Нового Орлеана і східної частини Луїзіани по річці Міссісіпі. Джефферсон відряджає Джеймса Монро і Роберта Лівінгстона до Парижу для проведення попередніх переговорів. Як об'єкт придбання були визначені тільки Новий Орлеан і його околиці. Однак у США ніхто й гадки не мав, що французька сторона висуне іншу, абсолютно несподівану пропозицію.

## Переговори
Американське керівництво, дізнавшись про наявність секретного договору між Іспанією і Францією про передачу контролю над Луїзіаною, відправило послів у Париж для проведення переговорів про продаж Нового Орлеана. Спочатку французька сторона відповіла категоричною відмовою.
У 1802 році задля допомоги Лівінгстону і Монро в Париж був відправлений П'єр-Самюель Дюпон де Немур. Дюпон, який проживав тривалий час у США, був близьким другом Томаса Джефферсона і мав корисні зв'язки з французьким політичним істеблішментом. Через дипломатичні канали Дюпон вступив у переговори з Наполеоном від імені президента США. Дюпон запропонував Джефферсону, що Луїзіана могла б бути придбана під загрозою відкритого конфлікту США з Францією в Північній Америці. Але Джефферсон категорично відкинув таку пропозицію, оскільки, на думку Джефферсона, Франція мала зберегти права в Луїзіані. Тим паче Джефферсон був упевнений у тому, що американський президент не має конституційних повноважень брати участь у такого роду угодах і, до всього іншого, привносить елементи диктату федеральної влади над владою окремих штатів. З іншого боку, не можна було не враховувати потенційних загроз від сусідства молодої стрімко набираючої силу нації з величезною колоніальною імперією, а також була думка наполеонівського міністра закордонних справ Шарля Моріса де Талейрана, який категорично відкидав продаж Луїзіани.
А тим часом французькі експедиційні сили під командуванням зятя Наполеона генерала Шарля Леклерка намагалися придушити повстання рабів у Санто-Домінго (на початок ХХІ сторіччя територія Республіки Гаїті). Але планам Наполеона Бонапарта не судилося здійснитися.
Політичний конфлікт у Гваделупі і Санто-Домінго переріс у повстання рабів 20 травня 1802 року і призвів до того, що французький чорношкірий офіцер Жан-Жак Дессалін і офіцер-мулат Александр Петіон у жовтні 1802 року перейшли на сторону повсталих рабів і почали партизанську війну проти колоніальних військ метрополії. Спалахнула епідемія жовтої гарячки, яка забрала життя трьох чвертей французьких солдатів (20 тисяч чоловік), жертвою епідемії став і сам генерал Леклерк, після чого рештки французьких військ евакуювалися до Франції в червні 1802 року.
Перед наполеонівською Францією, яка не мала в Америці досить сил, на повний зріст постала загроза втрати контролю над Луїзіаною і виконання договору Сан-Ільдефонсо. Наполеон прекрасно усвідомлював, що Велика Британія або США легко можуть захопити Луїзіану. Забезпечити перерозподіл сил для утримання американських колоній міг тільки мирний договір з Великою Британією та Ірландією. Але Велика Британія порушила свої зобов'язання за Ам'єнським мирним договором і не вивела війська з Мальти до вересня 1802 року. На початку 1803 року стало зрозуміло, що уникнути повномасштабного конфлікту між Францією і Великою Британією не вдасться, і 11 березня 1803 Наполеон віддав наказ на будівництво флоту для вторгнення в Британію.
Приготування до вторгнення призвели до того, що Наполеон переглянув свої плани будівництва французької імперії в Новому Світі. Наполеон віддав розпорядження своєму міністру фінансів Франсуа де Барбе-Марбуа 10 квітня 1803 року повідомити американську сторону про свою згоду продати всю територію Луїзіани Сполученим Штатам. Маркіз де Барбе-Марбуа 11 квітня 1803 року, за день до прибуття Джеймса Монро в Париж, довів до відома Роберта Лівінгстона пропозицію Наполеона про продаж усієї Луїзіани, а не тільки території Нового Орлеана. Однак, як виявилося, американська сторона була абсолютно не готова до такої пропозиції.
Американські посли готові були заплатити лише за територію Нового Орлеана суму в 10 мільйонів американських доларів, а пропозиція французької сторони викупити всю територію Луїзіани за 15 мільйонів доларів шокувала їх. Договір про покупку був складений 30 квітня 1803 року і підписаний 2 травня. У Вашингтон підписаний договір прибув 14 липня 1803 року. Територія Луїзіани була величезною, від Мексиканської затоки на півдні до Землі Руперта на півночі, і від річки Міссісіпі на сході до Скелястих гір на заході. Загальна площа проданої території вдвічі перевершувала розміри самих Сполучених Штатів на той момент. Ціна одного акра землі за результатами угоди склала 3 центи (7 центів за гектар).

## Американське суспільство на час покупки Луїзіани
Покупка Луїзіани не обійшлася без непорозумінь всередині американського суспільства. Більшість громадян вважала позицію Джефферсона лицемірною і спрямованою тільки на те, щоб загострювати відносини з Александром Гамільтоном. Федералісти всіма силами опиралися укладанню угоди з придбання французьких володінь у Північній Америці, вважаючи за краще хороші відносини з Великою Британією ніж відносинам з Наполеоном, так само як і були впевнені, що Сполучені Штати заплатили величезну суму просто за декларацію війни Іспанії.
Багатьох турбувало зобов'язання надати американське громадянство всім французам, іспанцям і вільним неграм, які проживають на території Луїзіани. Були сумніви в тому, що ці люди, які не звичні до демократії, зможуть стати повноцінними громадянами.
Федералісти побоювалися, що політична міць штатів, розташованих на атлантичному узбережжі, призведе до протистояння західних фермерів з торговцями і банкірами Нової Англії. Також існували серйозні побоювання про те, що збільшення територій рабовласницьких штатів призведе до подальшого зростання напруги між Північчю і Півднем. Фракція федералістської партії під керуванням сенатора від штату Массачусетс Тімоті Пікеринга дійшла навіть до того, що озвучила пропозицію про розподіл Північної конфедерації. Очолити нову країну було запропоновано віце-президенту Аарону Берру за тієї умови, якщо він зможе переконати Нью-Йорк підтримати це рішення. Відносини Аарона Берра з Александром Гамільтоном, тим, хто свого часу допоміг покласти край північному сепаратистському руху, опустилися на найнижчу позначку в цей період. Взаємна ворожнеча між двома політичними діячами призвела до того, що Берр убив Олександра Гамільтона на дуелі в 1804 році.

## Підписання договору
Договір з продажу Луїзіани був підписаний 30 квітня 1803 у Парижі Робертом Лівінгстоном, Джеймсом Монро та маркізом Барбе-Марбуа. Джефферсон оголосив американським громадянам про підписання договору 4 липня 1803 року. Сенат Сполучених Штатів ратифікував договір 20 жовтня. За ратифікацію договору проголосували 24 члени Сенату, проти — семеро. Наступного дня після голосування в Сенаті Томас Джефферсон отримав можливість взяти під контроль придбані території і встановити тимчасовий військовий уряд. Спеціальним законодавчим актом, що був прийнятий 31 жовтня 1803 року, Сенат встановив тимчасові правила для місцевої цивільної влади приєднаних територій (жити за законами Франції та Іспанії) і дозволив президенту використовувати військові сили для наведення порядку в разі потреби. З метою дослідження та складання карт придбаних земель Луїзіани передбачалося будівництво чотирьох фортів. Незабаром ці дослідження були проведені експедицією Льюїса та Кларка.
Державні установи Франції покинули Новий Орлеан до грудня 1803 року, а 10 березня 1804 у місті Сент-Луїс відбулася офіційна церемонія, на якій права володіння Луїзіаною перейшли від Франції до Сполучених Штатів. Починаючи з 1 жовтня 1804 року придбані землі були перетворені на Орлеанську територію (згодом землі штату Луїзіана) і округ Луїзіана, що не був самостійною адміністративною одиницею (не був організований за прикладом території) і знаходився під управлінням уряду Території Індіана.

## Межі
Безпосередньо під час проведення операції з продажу Луїзіани вона не була добре вивчена, і її кордони не були чітко визначені. Цією обставиною, не бажаючи загострення відносин з Іспанією, скористалася Франція, відмовившись визначити південні і західні кордони проданої території.
Північна межа придбаних територій простягалася за 50-у паралель. Проте землі вище 49-ї паралелі (Мілк-Рівер та Поплар-Рівер) були передані Великій Британії за Англо-Американською конвенцією 1818 року.
Східні кордони Луїзіани визначалися по гирлу річки Міссісіпі на 31-й паралелі, хоча розташування гирла Міссісіпі на той момент не було відомо. Східний кордон нижче 31-ї паралелі не було визначено; США претендували на території аж до річки Пердідо, а Іспанія визначала межі своєї Флоридської колонії по річці Міссісіпі. Підписаний у 1819 році договір з Іспанією зняв ці протиріччя. Сьогодні 31-а паралель є північною межею західної частини півострова Флорида, а річка Пердідо — офіційна межа між штатами Флорида та Алабама.
Майже всі придбані землі були зайняті американськими індіанцями, у яких земля була викуплена повторно, крок за кроком. Загальна сума, виплачена індіанцям за землю, перевищувала ціну покупки цих же земель у Франції. Фактично за результатами угоди у Франції було куплено не право на територію, а право на викуп цих територій в індіанців. А власне з індіанцями, як із корінними жителями цих земель, не радилися ні продавці, ні покупці. Більшість індіанців ніколи навіть не знала про проведену операцію.

## Фінансова сторона угоди
Для оплати укладеної угоди американський уряд використав облігації. Франція ж, перебуваючи у стані війні з Великою Британією, не хотіла купувати або обмінювати американські облігації. Але американські дипломати Лівінгстон і Монро рекомендували для проведення угоди використовувати банкірський будинок Баринг у Лондоні і банк Хоупа в Амстердамі. Французькі представники прийняли цю пропозицію, і, з огляду на нетерпіння Наполеона отримати гроші якомога швидше, французький міністр фінансів Барбе-Марбуа домовився з банками про обмін американських облігацій на готівку. Після того як американські облігації були доставлені в Європу, французька сторона продала їх Баринг і Хоупу зі знижкою. Частина суми, приблизно шістдесят мільйонів франків (близько п'ятнадцяти мільйонів американських доларів), була використана при взаємозаліку боргів між Францією і США. При остаточному розрахунку французька сторона отримала 8 831 250 доларів США.
Аж до банкрутства в 1995 році в холі лондонського офісу банку Баринг виставлялися оригінали документів, що супроводжували продаж Луїзіани.